# Malin Space Science Systems
Malin Space Science Systems (MSSS) założone w 1990 roku w San Diego w stanie Kalifornia przedsiębiorstwo projektuje, buduje i obsługuje kosmiczne kamery dla organizacji rządowych i komercyjnych klientów przemysłu lotniczego.
Trzy kamery przystosowane do pracy w głębokiej przestrzeni kosmicznej zbudowane przez (MSSS) działają obecnie na orbicie wokół Marsa. Trzy dodatkowe kamery MSSS  aktualnie obrazują Księżyc na orbitalnej wysokości wynoszącej tylko 50 km. Instrumenty MSSS funkcjonują w przestrzeni kosmicznej, w sumie ponad 220 000 godzin i przekazały na Ziemię  ponad 500 000 zdjęć.
Ta mała, prywatna spółka z ~ 30 pracownikami zatrudnionymi w pełnym wymiarze czasu, oferuje produkty i usługi w trzech głównych obszarach:
- Kamery dla statków kosmicznych
- Obsługę tych kamer
- Badania Naukowe w Przestrzeni Kosmicznej

Przedsiębiorstwo MSSS wyprodukowało kamery do pracy w zakresie światła widzialnego i ultrafioletowego dla Mars Global Surveyor (1996), Mars Climate Orbiter (1998), Mars Polar Lander (1999), Mars Odyssey (2001), Cosmos 1 (2005), Mars Reconnaissance Orbiter (2005), Phoenix (sonda kosmiczna) (2007), Lunar Reconnaissance Orbiter (2009), Mars Science Laboratory (2011), aparat do misji Juno (sonda kosmiczna) na Jowisza (2011), kamery dla łazika Curiosity.
Usługi MSSS w dziedzinie obsługi instrumentów koncentrowały się na teleskopie zwierciadlanym  Mars Observer Camera (1992-1993) zamontowanym na sondzie Mars Observer, Mars Orbiter Camera zamontowanej na sondzie Mars Global Surveyor (1997-2006),  Mars Color Imager Context Camera  zamontowanej na Mars Reconnaissance Orbiter (2006).